# Bethsaïde
Bethsaïde (de l'hébreu בית צידה beth-tsaida, « maison de la pêcherie » ou « maison de l'approvisionnement ») est une ancienne ville de Galilée. Elle est située sur la rive nord-est du lac de Tibériade, non loin de l'endroit où le Jourdain s'y jette.

## Histoire
En 30, Hérode Philippe II, qui gouverne la région depuis l'an -4 à la suite de la mort de son père Hérode Ier le Grand, décide d'y bâtir une grande ville, en plus de Césarée de Philippe qu'il a créé en agrandissant la ville de Banias (Golan) plus au nord. Il accorde le statut de polis à la ville, la fortifie et change son nom en Julias en l'honneur de Livie, la femme de l'empereur Auguste morte en 29. À l'époque le niveau du lac de Tibériade se situe 25 mètres au-dessus du niveau actuel et Bethsaïde/Julias est donc construite au bord du lac. C'était un petit bourg de pêcheurs non loin du débouché du Jourdain.
Hérode Philippe II habite la ville une fois achevée, y meurt et y est enterré. La ville est détruite pendant la Grande révolte juive.
Elle est à nouveau détruite dans l'Antiquité par un tremblement de terre et une inondation. Pendant le Moyen Âge, les villages des alentours réutilisent les pierres des ruines pour la construction de leurs maisons.

## Archéologie
Le débat sur la localisation de Bethsaïde oppose deux sites qui présentent des signes d'occupation romaine au premier siècle : Et-Tell (colline située à plus de 2 km de la rive du lac) et Al-Araj plus proche du rivage.

### Et-Tell
Des ruines de la ville, il reste un tell de 400 m de long  sur 200 m de large situé à 25 m au-dessus du niveau du lac de Tibériade, soit 166 m sous le niveau de la mer.
Les premières fouilles archéologiques ont eu lieu en 1987 et se sont poursuivies en 1988 et 1989. Elles ont mis au jour les restes d'une occupation datant du Bronze ancien, de 2900 à 2200 avant notre ère. À l'âge du Fer, il existait une ville appartenant, semble-t-il, au royaume de Geshur. Un grand bâtiment de cette période a notamment été découvert. De l'époque romaine, on a trouvé un bâtiment public et un bâtiment privé qui couvrent une surface de 400 m2 avec une cour et de nombreuses pièces autour. Ces vestiges datent du règne d'Hérode Philippe II. 
Dans la ville, on a trouvé des instruments de pêche qui témoignent que les ressources économiques de la ville reposaient principalement sur la pêche dans le lac de Tibériade. On a découvert également deux monnaies d'argent datées de 143 av. J.-C., des monnaies de bronze du règne d'Alexandre Jannée et une monnaie du règne d'Hérode Philippe II. 
Une nouvelle saison de fouilles a eu lieu en 2009 sous la direction du professeur Rami Erev. Elle s'est concentrée sur deux vestiges importants : la porte de la ville des Xe – VIIIe siècle av. J.-C., qui est l'une des plus grandes et des plus complètes de la région, et un quartier d'habitation des époques hellénistiques et romaines. En 2017, deux nouvelles campagnes de fouilles archéologiques menées par des archéologues israéliens et américains ont vraisemblablement permis de découvrir le site de l'ancienne ville romaine de Julias, construite sur les ruines de Bethsaïde.

### Al-Araj
En 2018, un bloc de basalte sculpté de trois cavités, est mis au jour. Selon l'archéologue Mordechai Aviam, il pourrait correspondre au reliquaire des apôtres André, Philippe et Pierre. Le site a aussi révélé des thermes romains et une basilique byzantine, ainsi que la sculpture d'une lionne datant probablement du IVe siècle. Mais selon certains, cette ville aurait pu prendre la place de la première à la suite de sa destruction par le séisme mentionné ci-dessus.

## Bethsaïde dans le Nouveau Testament
Bethsaïde est connue dans le Nouveau Testament comme une ville de résidence des apôtres Pierre et de son frère André, ainsi que Jean et son frère Jacques le Majeur. L'apôtre Philippe et le disciple de Jean au côté d'André, dont le nom n'est pas mentionné, semblent tous être de Bethsaïde d'après l'évangile attribué à Jean. Selon les évangiles synoptiques, Pierre disposait peut-être d'une autre résidence à Capharnaüm, de l'autre côté du Jourdain, où se trouvait ce que les Évangiles appellent "la maison" où Jésus revient périodiquement entre deux voyages de mission. Quelle que soit la date retenue pour la crucifixion de Jésus, Bethsaïde est alors la capitale de la tétrarchie de Philippe.
Pierre, André, Jean et Jacques le Majeur y étaient pêcheurs sur le lac de Tibériade jusqu'à leur rencontre avec Jésus de Nazareth qui leur demande de tout abandonner pour venir évangéliser l'humanité avec lui. 
Selon les évangiles, Jésus de Nazareth, considéré comme le Messie, aurait marché sur les eaux du lac de Tibériade près de Bethsaïde. D'après l'évangile de Marc (Mc 8:23ss), Jésus y guérit un aveugle en lui mettant de la salive sur les yeux puis en lui imposant les mains, une première et une seconde fois.
Bethsaïde et  Corozaïn sont les deux villes "maudites" par Jésus dans l'Évangile selon Matthieu, chap. XI, verset 21, ainsi que l'Évangile selon Luc, chap. X, verset 13  : 

« Malheur à toi, Corozaïn ! Malheur à toi, Bethsaïde ! Car si les miracles qui ont été faits au milieu de vous, avaient été faits dans Tyr et Sidon, il y a longtemps qu'elles auraient fait pénitence, assises avec le sac et la cendre. »

Dans l'Évangile selon Marc, l'incrédulité de Bethsaïde est mise en avant lors de la guérison de l'aveugle de Bethsaïde, à la fois à la cause de la difficulté de la guérison et de l'interdit que Jésus lui ordonne :

« Ils arrivèrent à Bethsaïde, et on lui amena un aveugle qu’on le pria de toucher. Prenant la main de l’aveugle, Jésus le conduisit hors du bourg, lui mit de sa salive sur les yeux, et, lui ayant imposé les mains, lui demanda s’il voyait quelque chose. L’aveugle leva les yeux et dit : “ Je vois les hommes qui marcheent, semblables à des arbres.” Jésus lui mit de nouveau les mains sur les yeux, et il le fit regarder. Alors il fut si bien guéri, qu’il voyait distinctement toutes choses. Alors Jésus le renvoya dans sa maison, en lui disant : “ Va dans ta maison, sans entrer dans le bourg, ni parler de ceci à personne du bourg". »

.